# غرانت دويل
غرانت دويل (بالإنجليزية: Grant Doyle)‏ هو مغني ومغني أوبرا أسترالي، ولد في 21 مايو 1971.